# Wołów
Wołów [ˈvɔwuf] (deutsch Wohlau, schlesisch Wohle) ist eine Stadt in der Woiwodschaft Niederschlesien in Polen. Sie ist Sitz des Powiat Wołowski und hat etwa 12.500 Einwohner.
Der Name der Stadt leitet sich vom polnischen Wort für Bulle oder Rind ab. Tatsächlich zeigt bereits das älteste erhaltene Stadtsiegel von 1473 einen Stier, der auch heute noch im Stadtwappen zu finden ist.

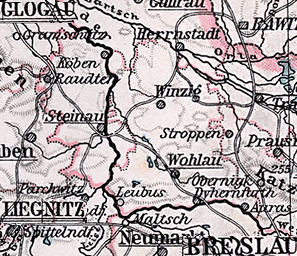
Wohlau nördlich von Neumarkt in Schlesien auf einer Landkarte von 1905

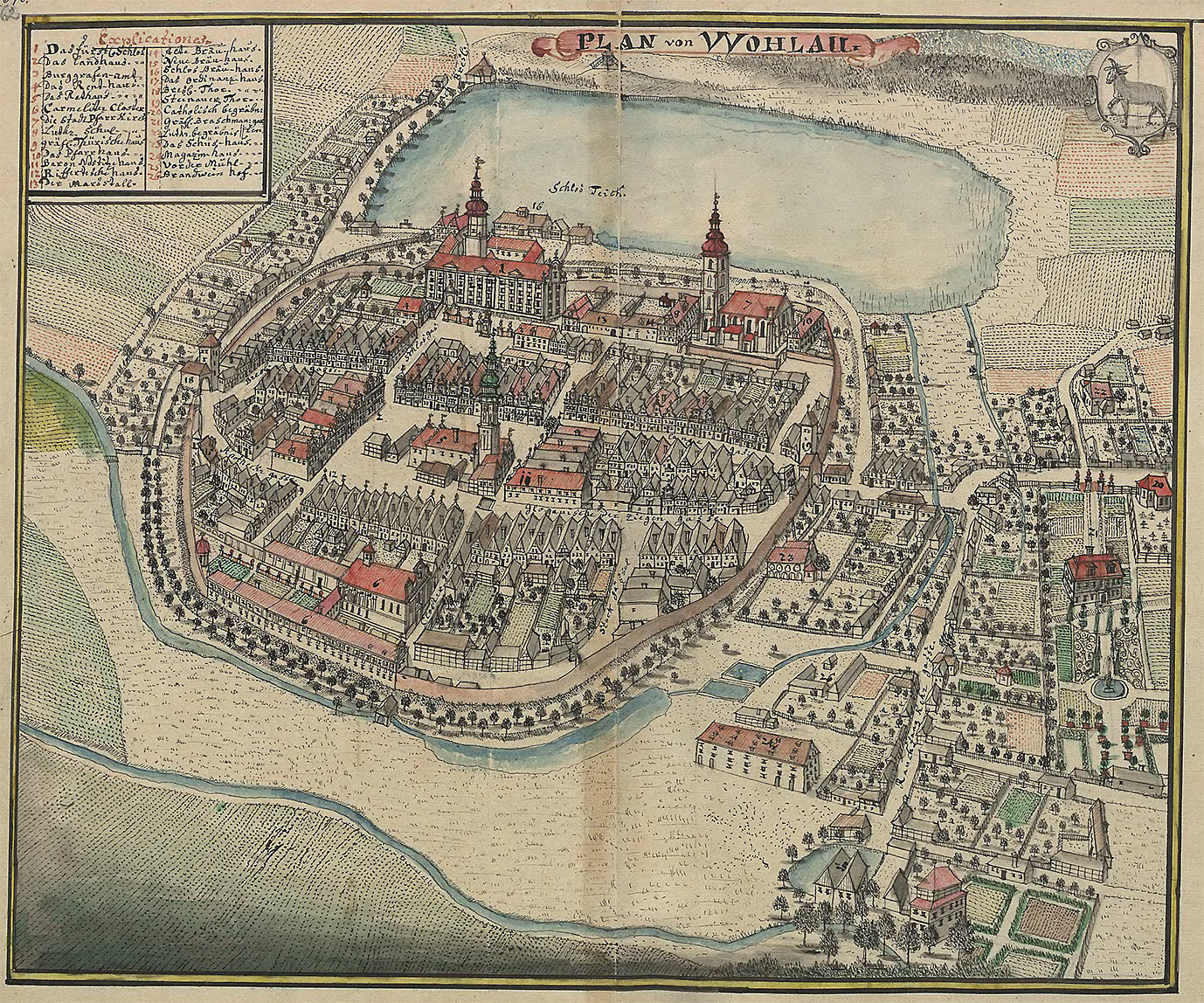
Stadtplan von Wohlau (18. Jahrhundert)

## Geografie
Die Stadt liegt in Niederschlesien nordöstlich des Oder-Knies beim ehemaligen Kloster Leubus. Im Westteil des Katzengebirges, 46 km nordwestlich von Breslau gelegen, wird sie durch die Bahnstrecke von Breslau über Rzepin (Reppen) nach Berlin erschlossen.

## Geschichte

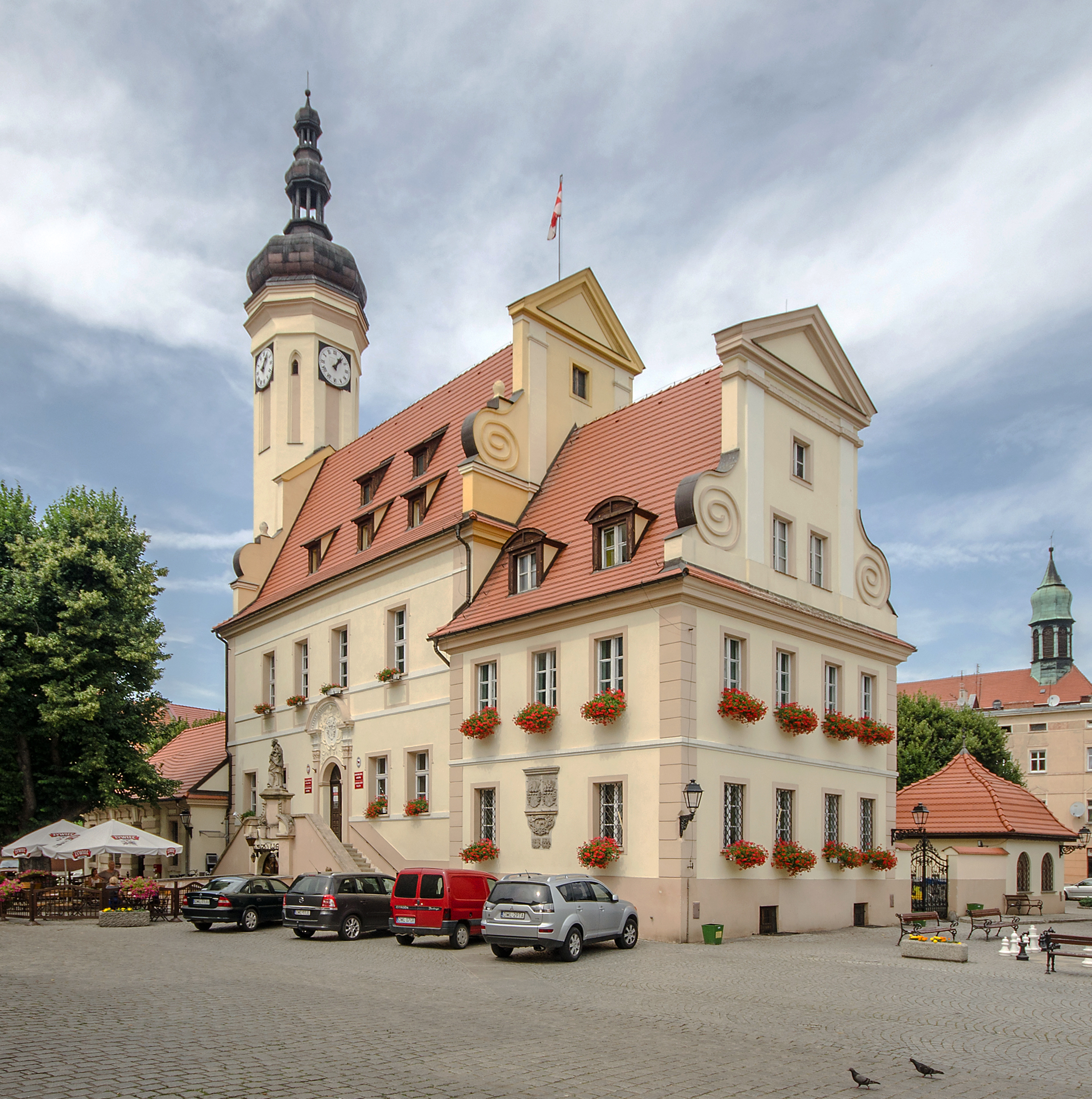
Wohlauer Rathaus

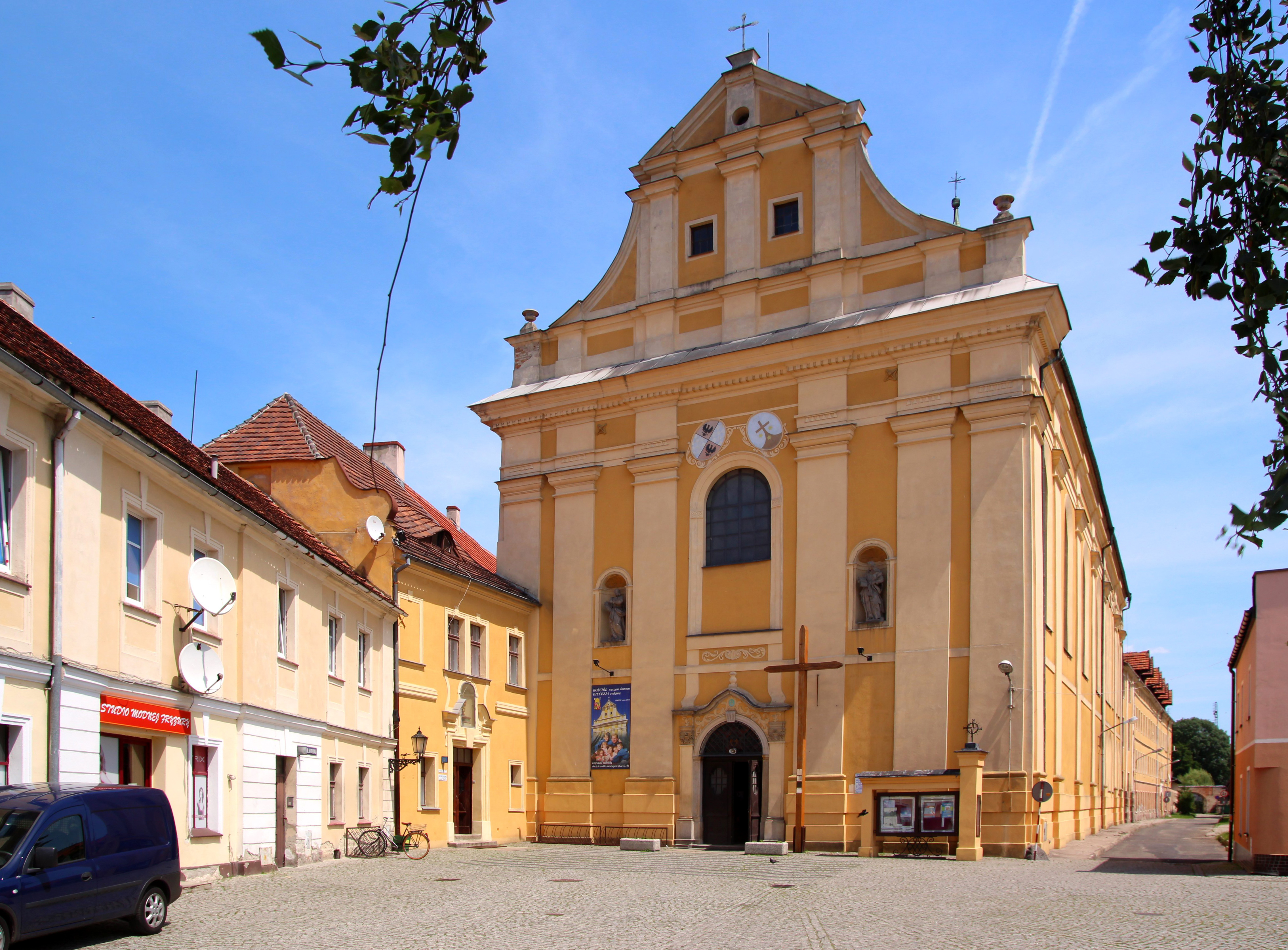
St.-Borromäus-Kirche

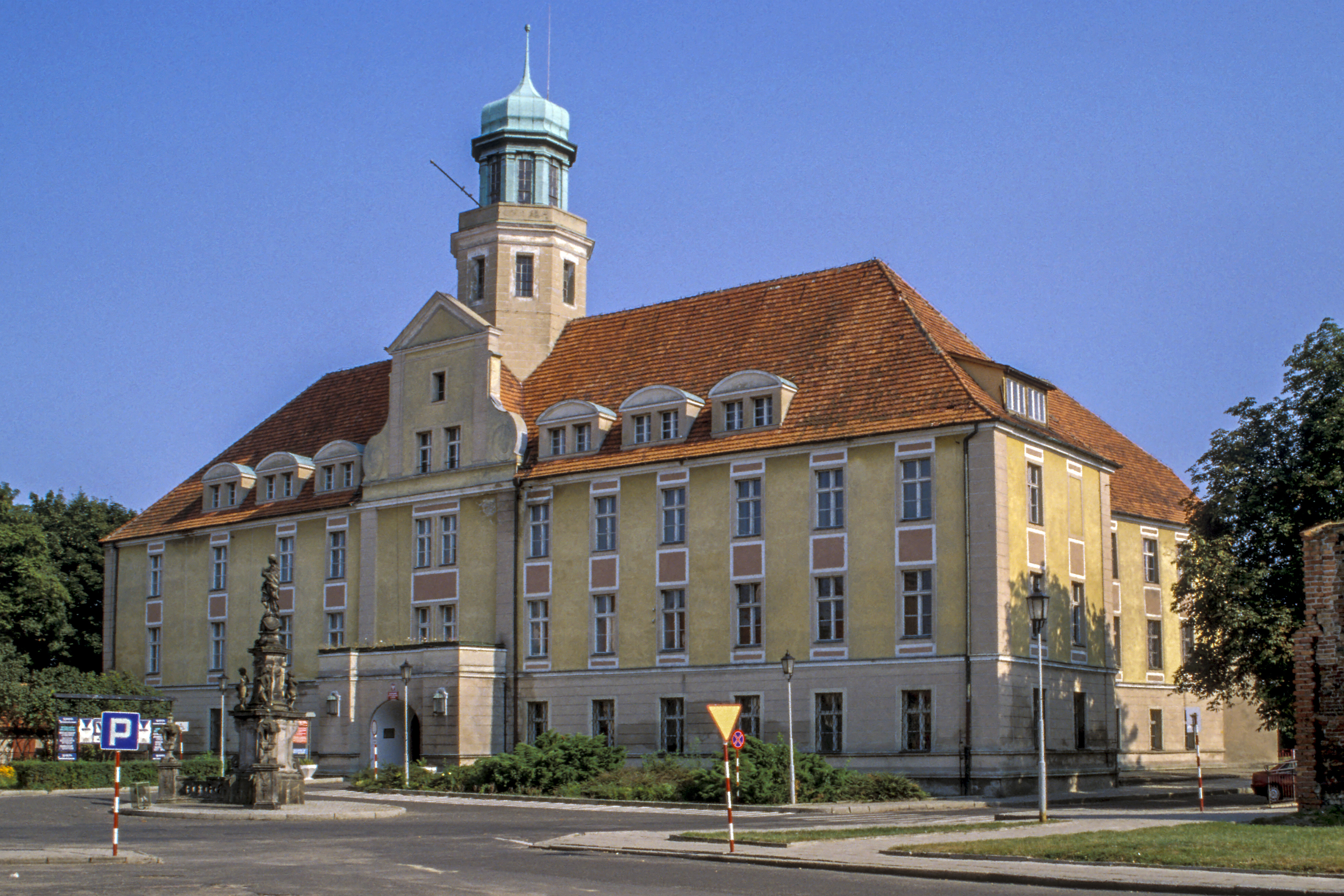
Schloss Wohlau

### Erste Ansiedelung (1157–1163)
Nach der Vertreibung von Władysław II. zu dessen Schwager Konrad III. unternahm der bedrängte Bolesław I. im Jahre 1157 mit Unterstützung des neuen Kaisers Friedrich Barbarossa einen Feldzug gegen die Polen. Er besetzte den Gröditzberg und Rimptsch und drang bis zum heutigen Wohlau vor, wo er sich in den Sümpfen und Morasten mit einer Holzburg auf Pfählen gegen die Polen verschanzte. Diese Holzburg, wo sich heute der Schlossteich befindet, kann als Ausgangspunkt für die Gründung der Stadt angesehen werden.
Das alte Wohlau wanderte auf die Stelle der heutigen Stadt. Die ursprünglichen Bewohner von Alt-Wohlau ließen sich in der Gegend von Polnischdorf nieder. Die mit Bolesław kämpfenden Deutschen siedelten um die erwähnte Holzburg. Sie siedelten in „von Bohlen zusammengeschroteten und mit Lehm verklebten Häusern auf Pfählen“. Obwohl erste Erfolge der Christianisierung Polens in der Gegend erkennbar waren, schlossen die deutschen Siedler ihre polnischen Nachbarn aufgrund zu starker Unterschiede aus ihrem Gebiet aus.

### Wohlau unter Boleslaw I. (1163–1201)
Durch Vermittlung des Kaisers Friedrich I. erhielten die Söhne von Władysław II. („der Vertriebene“) im Jahre 1163 von ihrem Onkel Boleslaw („Der Krause“) unterschiedliche Teile des damaligen Schlesiens:
| Name        | Beiname       | Gebiete         | spätere Fürstentümer                                                                                    |
| ----------- | ------------- | --------------- | --- |
| Boleslaw I. | Der Lange     | Mittelschlesien | Breslau Neisse Brieg Oels Schweidnitz Münsterberg Jauer Liegnitz Wohlau Militsch Wartenberg Trachenberg |
| Mieszko I.  | Schlenkerbein | Oberschlesien   | Teschen Ratibor Oppeln (mit Pleß, Ratibor und Loslau)                                                   |
| Konrad I.   |               | Niederschlesien | Glogau Sagan Krossen Schwiebus Lebus                                                                    |

Mit dieser Teilung trennt sich die schlesische Geschichtsschreibung von polnischen hin zur böhmischen. Besonders zu erwähnen ist die Vertreibung der von Kasimir I. Karl nach Leubus berufenen Benediktiner im Jahre 1052. An gleicher Stelle wurde das Kloster Leubus gegründet und siedelte die Zisterzienser aus dem Zisterzienserabtei Pforte, was einen erheblichen Beitrag an Ansiedelung Deutscher in Schlesien hatte.
Nach dem Tod seines Bruders Konrad I. im Jahre 1178 bemächtigte sich Boleslaw I. Niederschlesiens ohne Abstimmung mit dem verbliebenen Bruder. Die unweigerlich folgenden Streitigkeiten konnten durch Vermittlung durch Kasimir II. beigelegt werden. In dieser genannten Zeit verblieb Wohlau noch ein von Holzpalisaden eingezäuntes Dorf und wird noch nicht unter den Städten genannt.

### Wohlau unter Heinrich I. (1201–1238)
Die erste kirchlich urkundliche Erwähnung findet Wohlau im Jahre 1202 mit den Ortsteilen Wohlau („Wolovo“) und Alt-Wohlau („Wolowo“) als der Bischof von Breslau, Cyprian, in der Kirche S. Johannis in Breslau („Vrozlavia“) auf Bitten des Abts Konrad von Leubus dem gleichnamigen Kloster „die von seinen Vorgängern geschenkten Zehnten, nämlich an die Kirche v. St. Jakob (die Klosterkirche)“ bestätigt. Dies wird im Jahre 1218 wiederholt durch Bischof Lorenz, allerdings wird hier nur Wohlau genannt.
1227 und 1233 wiederholte Papst Gregor IX. diese Bestätigung der geschenkten Ortschaften, hier mit den Namen „Wolovo“ für Wohlau und „alio Wolovo“ für Alt-Wohlau.
Heinrich I. („Der Bärtige“) hatte keinen besonderen Einfluss auf Wohlau, jedoch trug seine Hochzeit mit Hedwig von Andechs, einer deutschen Prinzessin weiter dazu bei, den Anteil der deutschen Einwanderer in Schlesien weiter zu erhöhen.

### Stadtrecht und spätere Geschichte (1238–1876)
Bereits 1285 soll Wohlau den Status einer Stadt gehabt haben. Es gehörte zum Herzogtum Glogau und nach dessen Teilung 1312 zum Herzogtum Oels.
Nach der Vertreibung des Herzogs Konrad V. zu Glogau und Oels aus Oels wählte er Wohlau von 1321 bis 1327 als seinen Wohnsitz und schenkte es 1324 Werner v. Pannewitz das Burglehn Wohlau.
Unter der Herrschaft Konrad des Weißen, I. Herzog zu Oels, wurde Wohlau mit einer Ringmauer umschlossen, die Kirche zu St. Laurenz, eine Schützenbrüderschaft gegründet. Außerdem wurden aufgrund der Ansiedelung vieler Tuchmacher, die durch ihr Gewerbe der Stadt „Nahrung und Ruhm verschafften“ deren Zunft mit einigen Privilegien ausgestattet.
Am 25. Juli 1459 wurde König Georg durch die Fürsten und Stände zu ihrem Herren anerkannt. 1463 wurden mehrere Handwerkszünfte eingerichtet. Ein gemeinsamer Beschluss legte, „dass sich jeder mit 6 Groschen darein einkaufen sollte“.
1465 vernichtete ein Feuer die Kirche und alle bis auf 15 Häuser. Auch die bisherigen von Herzogen verliehenen Privilegien der Zünfte fielen dem Feuer zum Opfer. Im Zuge des Wiederaufbaus erlangten die Zünfte diverse Privilegien zurück und Wohlau erhielt die Sandgrube und den Stadtgraben bis zum Burglehn geschenkt und ein Salzmarkt wurde eingerichtet. 1461 bestätigte und erweiterte der Herzog Konrad der Weiße II. die von seinem Vorfahren eingerichteten Privilegien für die Tuchmacherzunft. 1475 wurden Teile der Stadt durch Kräfte des polnischen Königs Kasimir verwüstet.
1498 erhielt Wohlau von den Herzögen Johann von Sagan Glogau, Heinrich Albert George und Karl I. von Münsterberg-Oels das Privileg, das sämtliche Kretschmer des Wohlauschen Weichbildes kein anderes Bier als das aus Wohl holen und schenken durften. Die Strafe betrug 10 Mark. Im selben Jahr brannte die Stadt erneut fast bis auf die Grundmauern nieder.
1526 fielen Wohlau und Oels an die Habsburger. Nach der Teilung des Herzogtums Oels 1413 war Wohlau Sitz des Herzogtums Wohlau. 1538 verlieh Herzog Friedrich II. der Stadt das Recht, am 3-Königstag einen freien Jahrmarkt abzuhalten. Die bestehenden Tuchmacherprivilegien wurden 1561 durch Herzog George mit einer auf 24 Artikeln bestehenden neuen Verordnung derart erweitert, dass weder zu Jahr- noch zu Wochenmärkten fremde Tücher eingeführt und verschnitten werden durften.
1585 wütete die Pest in Wohlau und forderte diverse Opfer:
| Ortschaft              | Zunft                    | Anzahl |
| ---------------------- | ------------------------ | ------ |
| Wohlau                 | Tuchmacher               | 0221   |
| Wohlau                 | Fleischer                | 062    |
| Wohlau                 | Bäcker                   | 073    |
| Wohlau                 | Schneider                | 054    |
| Wohlau                 | Kürschner                | 048    |
| Wohlau                 | Schmiede                 | 066    |
| Wohlau                 | Leinweber                | 090    |
| Wohlau                 | Töpfer                   | 029    |
| Wohlau                 | nicht zugeordnet         | 094    |
| Wohlau                 | Erimierte                | 013    |
| Wohlau                 | Hospital und Gefängnisse | 022    |
| Polnischdorf           | nicht zugeordnet         | 0203   |
| Krummwohlau            | nicht zugeordnet         | 0103   |
| Petranowitz            | nicht zugeordnet         | 013    |
| Groß- und Klein-Auster | nicht zugeordnet         | 074    |
| Summe                  | Summe                    | 1165   |

Bis 1675 war Wohlau Residenzort der Schlesischen Piasten von Liegnitz-Brieg-Wohlau. Nach dem Ersten Schlesischen Krieg 1742 fiel es mit dem größten Teil Schlesiens an Preußen. Ab 1816 war Wohlau Kreisstadt des Landkreises Wohlau. Die Kleinstadt verfügte über ein Amtsgericht, eine Gendarmerieschule, eine evangelische und eine katholische Kirche, ein Städtisches Gymnasium und etwas Industrie (Weberei, Ziegelbrennerei und Dampfmühle).

### Beschreibung Wohlaus im Jahre 1876
Die königliche Kreisstadt zählt einschließlich des Militärs rd. 2900 Einwohner. Sie ist von Mauern und Gärten umgeben, die auf den 1781 aufgefüllten Wallgräben angelegt sind. Die Stadt besitzt 3 Tore, Des Breslauer Tor, das Steinauer Tor und das Schlosstor im Süden. Der Ortsteil Steindamm ist seit 1841 der Stadt-Kommune beigetreten. Seitdem zählt die Stadt 240 Wohnhäuser, 161 Ställe, Scheuen und Schuppen, 20 öffentliche Gebäude und 5 Mühlen- und Fabrikgebäude. Nach einem Brand am 1. Juli 1781 wurden die Gebäude mit Unterstützung des Königs Friedrich II. (Preußen) vollständig massiv wiederaufgebaut. Eine Übersicht der öffentlichen Gebäude:
| Gebäude                                            | Lage                                                |
| -------------------------------------------------- | --------------------------------------------------- |
| das königliche Schloss nebst Stellungen und Gärten |                                                     |
| königliche Brauerei                                | innerorts                                           |
| königliche Brennerei                               | innerorts                                           |
| königliche Ziegelei                                | außerorts                                           |
| königliches Kreis-Gericht                          | Breslauer Straße 91 u. 92                           |
| Rathaus mit Turm                                   |                                                     |
| Stadtkirche St. Laurentium                         | Im Westen der Stadt                                 |
| kath. Kirche ad St. Carolum Borromäum              | ehemals Klosterkirche der Karmeliten                |
| Hospital                                           |                                                     |
| Gefängnis                                          |                                                     |
| Landwehr-Zeughaus                                  | Teile des ehemaligen Karmelitenklosters             |
| Infanteriekaserne                                  | ehemalige Wirtschaftsgebäude des Karmelitenklosters |
| Militär-Lazarett                                   | Im Haus Nr. 49 neben der ev. Schule                 |
| Hauptwache                                         | an der Westseite des Rathauses                      |
| bedeckte Reitbahn                                  | vor dem Steinauer Tor                               |
| kath. Begräbniskirche                              | in Polnischdorf                                     |
| ev. Begräbniskirche                                | in Polnischdorf                                     |

#### Stationierte Truppen
- 3. Eskadron des Westpreußischen Kürassier-Regiments Nr. 5
- 2. Bataillon des Westfälischen Füsilier-Regiments Nr. 37
- Landwehr Bataillon Wohlau Nr. 3

#### Öffentliche Einrichtungen
- königliches Domänen-Amt („Domainen-Amt“) mit mehreren Vorwerken
- königliches Haupt-Steuer-Amt für die Kreise Guhrau, Militsch, Steinau, Trebnitz und Wohlau (ist ebenfalls Kreis-Steuer-Amt)
- königliches Kreis-Gericht
- königliches Landrats-Amt
- königliche Post-Anstalt
- eine Bau-Handwerker-Prüfungs-Kommission
- Bau-Inspektion für die Kreise Guhrau, Steinau und Wohlau
- ein Spezial-Eichamt

#### Gewerbliche Einrichtungen
- 1 Apotheke
- 1 Buchdruckerei
- 1 Stadtbau- und Malzhaus
- 1 Brauerei
- 1 Brennerei
- 1 Ziegelei (mit 1 Ofen und 2 Scheunen)
- 1 Färberei
- 2 Getreide-Wassermühlen
- 1 Tuchwalke
- 118 Handwerker
- 8 Gasthöfe
- 1 Kaffeehaus
- 14 Schankhäuser
- 16 Kaufleute
- 21 Krämer
- 2 Getreidehändler
- 2 Holzhändler
- 15 Viktualienhändler

Jährlich werden 4 Kramer- und Viehmärkte abgehalten. Wöchentlich am Dienstag findet der Wochen- und Getreidemarkt statt.

### Neuzeit (nach 1945)
Gegen Ende des Zweiten Weltkriegs wurde Wohlau im Frühjahr 1945 von der Roten Armee eingenommen und bald darauf von der sowjetischen Besatzungsmacht zusammen mit fast ganz Schlesien unter polnische Verwaltung gestellt. In der Folgezeit wurde die einheimische deutsche Bevölkerung – soweit sie nicht vorher geflohen war – vertrieben. Die Stadt hatte 1945 schwere Schäden erlitten, wurde aber nach dem Krieg wieder aufgebaut und erweitert.

## Bevölkerungsentwicklung
| Jahr | Einwohner | Anmerkungen                                        |
| ---- | --------- | -------------------------------------------------- |
| 1875 | 3.084     | [ 12 ]                                             |
| 1880 | 3.090     | [ 12 ]                                             |
| 1890 | 2.433     | davon 1.584 Evangelische, 733 Katholiken, 56 Juden |
| 1905 | 5.311     | davon 1.716 Katholiken, 42 Juden                   |
| 1933 | 6.614     | [ 12 ]                                             |
| 1939 | 7.404     | [ 12 ]                                             |

## Gemeinde
Die Stadt- und Landgemeinde Wołów umfasst neben der Stadtgemeinde weitere 37 Ortsteile (deutsche Namen bis 1945) mit einem Schulzenamt:
- Boraszyn (Borschen)
- Bożeń (Buschen)
- Dębno (Schöneiche)
- Domaszków (Dombsen)
- Garwół (Garben)
- Gliniany (Gleinau)
- Golina (Heidersdorf)
- Gródek (Grottky, 1937–1945 Berghain)
- Krzydlina Mała (Klein Kreidel)
- Krzydlina Wielka (Groß Kreidel)
- Lipnica (Leipnitz)
- Lubiąż (Leubus)
- Łososiowice (Losswitz)
- Mikorzyce (Schönbrunn)
- Miłcz (Arnsdorf)
- Moczydlnica Dworska (Herrnmotschelnitz)
- Mojęcice (Mondschütz)
- Nieszkowice (Nisgawe, 1937–1945 Niederau)
- Pawłoszewo (Pavelschöwe, 1937–1945 Paulshöhe)
- Pełczyn (Polgsen)
- Piotroniowice (Petranowitz, 1937–1945 Iseritztal)
- Prawików (Praukau)
- Proszkowa (Prosgawe, 1937–1945 Grafenstein)
- Rataje (Rathau)
- Rudno (Reudchen)
- Siodłkowice (Schilkowitz, 1937–1945 Simonshöh)
- Sławowice (Schlanowitz, 1937–1945 Föhrenwalde)
- Amtliche Entfernungskarte des Kreises Wohlau, 1899Stary Wołów (Alt Wohlau)
- Stęszów (Stanschen)
- Stobno (Stuben)
- Straszowice (Niegsen)
- Tarchalice (Tarxdorf)
- Uskorz Mały (Klein Ausker)
- Uskorz Wielki (Groß Ausker)

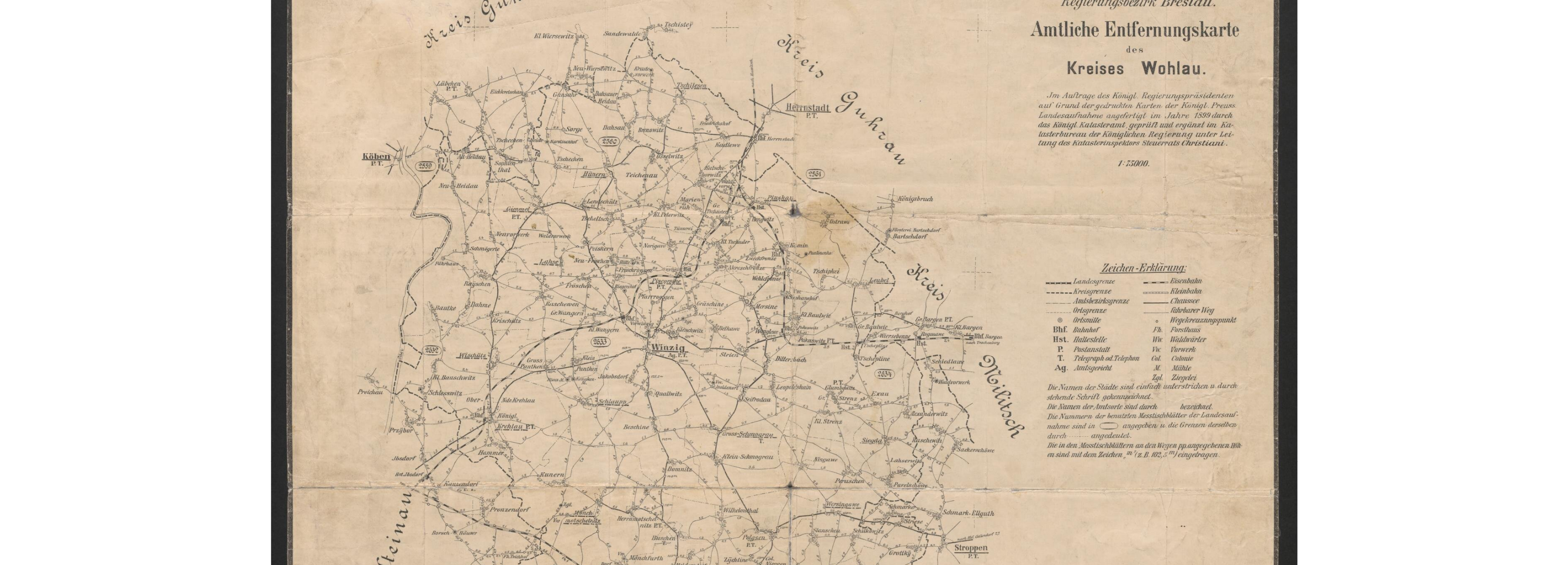
Amtliche Entfernungskarte des Kreises Wohlau, 1899

- Warzęgowo (Wersingawe, 1937–1945 Hohenau)
- Wrzosy (Heidevorwerk oder Heidau)
- Zagórzyce (Sagritz, 1937–1945 Birkenhain)

Weitere Ortschaften der Gemeinde ohne Schulzenamt sind:
Biskupice (Bischofsau), Kąty (Kanten), Kłopotówka, Kretowice (Mönchfurth), Łazarzowice (Lahserwitz)- Pierusza (Peruschen), Smarków, Straża, Wodnica (Wilhelmsthal), Wróblewo (Wilhelmsthal) und Żychlin (Zychline).

## Städtepartnerschaften
- Buchholz in der Nordheide, Deutschland
- Hilden, Deutschland (Patenschaft)
- Canteleu, Frankreich

## Söhne und Töchter der Stadt
- Maria Cunitz (1610–1664), Astronomin
- Johann Heinrich Calisius (1633–1698), evangelischer Geistlicher und Kirchenlieddichter
- Christian Knorr von Rosenroth (1636–1689), Dichter, Schriftsteller und Komponist
- Karl Friedrich von Elsner (1739–1808), preußischer Generalleutnant
- Ferdinand Friedrich Joachim von Elsner (1743–1806), preußischer Generalmajor
- Conrad von Hugo (1844–1911), General der Infanterie
- Franz von Matuschka (1859–1943), deutscher Geologe und Politiker
- Bodo von Scriba (1863–1939), Generalleutnant
- Ewald Gerhard Seeliger (1877–1959), Schriftsteller
- Alexander Remus (1887–1964), Generalstabsarzt
- Oskar Müller (1896–1970), Politiker (KPD), MdB, Hessischer Landesminister für Arbeit und Wohlfahrt
- Ludwig Böer (1900–1987), Lehrer und Heimatforscher
- Robert Doering-Manteuffel (1905–ca. 1967), deutscher Dramaturg
- Heinz Hübner (1914–2006), Rechtswissenschaftler
- Hans Mühlemann (1923–1992), Maler und Grafiker
- Peter Gerlitz (1926–2013), Pastor und Religionswissenschaftler in Bremerhaven
- Frank Wende (* 1940), deutscher Historiker und Bibliothekar
- Friedrich Denk (* 1942), Lehrer und Schriftsteller
- Ulrich Hübner (1942–2008), Rechtswissenschaftler

## Mit Wohlau verbundene Personen
- David Titius (1619–1679), evangelisch-lutherischer Prediger und Theologe